# انتخابات پارلمانی لهستان (۲۰۲۳)
انتخابات پارلمانی لهستان (انگلیسی: 2023 Polish parliamentary election) در روز یکشنبه ۱۵ اکتبر ۲۰۲۳ بر اساس قانون اساسی لهستان برگزار شد. کرسی‌های هر دو مجلس سنا و سیم (مجلس لهستان) مورد مناقشه قرار گرفت. در کنار انتخابات، همه‌پرسی شامل چهار سؤال در مورد سیاست اقتصادی و مهاجرتی دولت برگزار شد.
پس از انتخابات پارلمانی لهستان در سال ۲۰۱۹، حزب راست‌گرای قانون و عدالت اکثریت خود را در سیم به دست آورد و نخست‌وزیر ماتئوش موراویه‌تسکی دولت دوم را تشکیل داد. مخالفان، از جمله پلتفرم مدنی و دیگران، اکثریت سنا را به دست آوردند. در آستانه انتخابات ۲۰۲۳، دونالد توسک رهبری اتحاد سیاسی ائتلاف مدنی در مخالفت با قانون و عدالت را بر عهده‌داشت.
راست متحد کرسی‌های متعددی را به دست آورد اما از اکثریت سیم فاصله گرفت. اپوزیسیون متشکل از ائتلاف مدنی، راه سوم و چپ به مجموع آرای ۵۴ درصدی دست یافتند و توانستند یک دولت ائتلافی اکثریت تشکیل دهند. در سنا، ائتلاف انتخاباتی مخالفان، پیمان سنا ۲۰۲۳، اکثریت آرا و اکثریت کرسی‌ها را به دست آورد. مشارکت ۷۴٫۴ درصدی در این انتخابات، بالاترین میزان شرکت در انتخابات رقابت‌شده و بالاترین از زمان سقوط جمهوری خلق لهستان بود که رکوردهای قبلی ثبت شده در سال‌های ۱۹۸۹ و ۲۰۱۹ را شکست.